# Kanton Bagnoles de l’Orne Normandie
Der Kanton Bagnoles de l’Orne Normandie (früher Bagnoles-de-l’Orne) ist seit 2015 ein französischer Wahlkreis im Arrondissement Alençon, im Département Orne und in der Region Normandie; sein Hauptort ist Bagnoles de l’Orne Normandie.

## Gemeinden
Der Kanton besteht aus zwölf Gemeinden mit insgesamt 12.837 Einwohnern (Stand: 1. Januar 2022) auf einer Gesamtfläche von 335,25 km²:
| Gemeinde                            | Einwohner 1. Januar 2022 | Fläche km² | Dichte Einw./km² | Code INSEE | Postleitzahl |
| ----------------------------------- | ------------------------ | ---------- | ---------------- | ---------- | ------------ |
| Bagnoles de l’Orne Normandie        | 2.698                    | 15,7       | 172              | 61483      | 61140, 61600 |
| Ceaucé                              | 1.164                    | 41,52      | 28               | 61075      | 61330        |
| Juvigny Val d’Andaine               | 2.104                    | 79,62      | 26               | 61211      | 61140, 61330 |
| Mantilly                            | 511                      | 28,7       | 18               | 61248      | 61350        |
| Passais Villages                    | 1.159                    | 42,36      | 27               | 61324      | 61350        |
| Perrou                              | 325                      | 4,34       | 75               | 61326      | 61700        |
| Rives d’Andaine                     | 2.867                    | 37,14      | 77               | 61096      | 61140, 61410 |
| Saint-Fraimbault                    | 542                      | 28,59      | 19               | 61387      | 61350        |
| Saint-Mars-d’Égrenne                | 640                      | 25,06      | 26               | 61421      | 61350        |
| Saint-Roch-sur-Égrenne              | 150                      | 12,29      | 12               | 61452      | 61350        |
| Tessé-Froulay                       | 377                      | 5,24       | 72               | 61482      | 61410        |
| Torchamp                            | 300                      | 14,69      | 20               | 61487      | 61330        |
| Kanton Bagnoles de l’Orne Normandie | 12.837                   | 335,25     | 38               | 6107       | –            |

## Veränderungen im Gemeindebestand seit der landesweiten Neuordnung der Kantone
2016:
- Fusion Bagnoles-de-l’Orne und Saint-Michel-des-Andaines (Kanton La Ferté-Macé) → Bagnoles de l’Orne Normandie
- Fusion Beaulandais, Juvigny-sous-Andaine, La Baroche-sous-Lucé, Loré, Lucé, Saint-Denis-de-Villenette und Sept-Forges → Juvigny Val d’Andaine
- Fusion L’Épinay-le-Comte, Passais und Saint-Siméon → Passais Villages
- Fusion Couterne, Geneslay, Haleine und La Chapelle-d’Andaine → Rives d’Andaine